# George Sabin Cutaș
George Sabin Cutaș est un député européen roumain né le 23 février 1968 à Bacău. Il est membre du Parti conservateur.

## Biographie
Lors des élections législatives roumaines de 2004, il est élu sénateur dans le județ de Teleorman sur une liste commune du Parti social-démocrate et du Parti conservateur.
Il est élu député européen lors des élections européennes de 2009.
Au parlement européen, il siège au sein de l'Alliance progressiste des socialistes et démocrates au Parlement européen. Au cours de la 7e législature, il est membre de la commission des affaires économiques et monétaires et, depuis 2012, de la commission du commerce international.